# マーシア・ルーカス
マーシア・ルーカス（Marcia Lucas、1945年 - ）またはマーシア・グリフィン（Marcia Griffin）は、アメリカ合衆国の映画編集技師。

## 来歴
南カリフォルニア大学時代に出会ったジョージ・ルーカスと1969年に結婚。
1971年に『アメリカン・グラフィティ』でヴァーナ・フィールズと共にアカデミー編集賞にノミネートされる。その後『タクシードライバー』、『アリスの恋』と、マーティン・スコセッシ監督作品の編集を手掛ける。
1977年には『スター・ウォーズ エピソード4/新たなる希望』の編集によりアカデミー編集賞を受賞。
1981年に娘のアマンダを養子に迎えるも、1983年に離婚。ルーカスはこの離婚和解で財産の多くを失って映画製作の意欲をなくし、スター・ウォーズ・シリーズの続編計画が中断してしまう原因となった。